# 寺崎城
寺崎城（てらさきじょう）は、千葉県佐倉市寺崎にあった日本の城。

## 歴史
千葉城を追われた千葉氏が本佐倉城に移るまでの一時期、居城したといわれる城である。
城跡とされる密蔵院の境内に設置された石碑によると、自刃した千葉胤直の嫡子胤将が諸々に逃れ、寺崎に城を築いて居城したとある。
一方、「七仏薬師如来由来記」には、「千葉之介輔胤、上総寺崎より千葉郡平山の郷に来りて住居す。（中略）後、勝胤、佐倉根小屋の城に入る」とあり、「上総」は「下総」の誤記だと考えられている。
また、「千学集抜粋」によれば、「康胤御子胤持、輔胤、孝胤、勝胤まで以上5世は平山に在しければ、平山よりご参詣在りて、妙見宮にて御元服也。（中略）屋形様千葉より平山へ御越し、又長崎へ移らせらる。孝胤（中略）平山に居り佐倉へ御上り也」とあり、「長崎」は「寺崎」の誤記だと考えられている。

## 構造
土塁、櫓台のようなものが一部残るが、全体の構造は不明である。「日本城郭大系」には、「寺崎地区には城址らしいものがなく」「寺崎城というのは用替ヶ丘砦（太田用替城）のことではないか」と書かれており、本当に密蔵院のある場所が城跡なのかどうか、判然としない部分もある。

## アクセス
- JR総武本線　佐倉駅下車　徒歩23分